# Palaeodocosia flava
Palaeodocosia flava ist eine Mücke innerhalb der Familie der Pilzmücken (Mycetophilidae).

## Merkmale
Die Mücken haben eine Körperlänge von etwa 6,5 Millimetern. Ihr Körper ist buckelig und gedrungen, die Beine sind kräftig. Die Weibchen sind gelblichbraun, bei den Männchen sind Gesicht, Thorax und die ersten drei Fühlerglieder gelb und das Mesonotum trägt zwei schwarze Längsflecken. Bei beiden Geschlechtern sind am Hinterleib die ersten fünf Tergite hinten schwarz gerandet, das sechste und siebte ist komplett schwarzbraun. Die Facettenaugen sind oval und an den Fühlern ausgerandet. Die Art besitzt drei Punktaugen (Ocelli), die Fühler haben zwei Grundglieder und 14 abgeplattete Geißelglieder. Die Taster sind viergliedrig. Die Subcostalader mündet in der Ader R1, die Gabel der Medianader ist kurz gestielt.

## Lebensweise und Verbreitung
Die Tiere sind in Europa weit verbreitet. 

## Belege